# Andreas Holmberg
Claes Andreas Holmberg (17 agosto 1984) è un allenatore di calcio ed ex calciatore svedese, di ruolo centrocampista, tecnico dell'Örgryte.

## Biografia
Suo fratello maggiore, Fredrik Holmberg, è anch'egli un allenatore di calcio. Fredrik ha raggiunto la sua prima promozione in Allsvenskan con il GAIS proprio nel giorno in cui Andreas è retrocesso in Superettan con il Degerfors.

## Carriera

### Giocatore
La sua carriera da giocatore è iniziata nel club in cui è cresciuto, il Qviding, con sede presso la città di Göteborg. Ha debuttato nella terza serie nazionale nel 2004, mentre due anni dopo ha giocato 28 partite e segnato un gol nel suo primo campionato di Superettan, senza riuscire però ad evitare la retrocessione alla squadra. Ha iniziato così il campionato 2007 in terza serie, durante il quale ha realizzato 8 gol in 13 partite prima di essere ceduto a stagione in corso.
Nel luglio del 2007 è stato infatti acquistato dal Degerfors, ritagliandosi spazio fin da subito. La sua permanenza al Degerfors è durata complessivamente dieci anni e mezzo, durante i quali la squadra ha sempre militato in Superettan ad eccezione dell'annata 2009, trascorsa in Division 1 prima di risalire immediatamente di categoria.
Il suo ultimo anno da calciatore è stato il 2017, essendosi ritirato dal calcio giocato al termine di una stagione in cui ha collezionato una sola presenza in campionato.

### Allenatore
Così come il compagno di squadra Tobias Solberg, anche Holmberg prima della stagione 2017 era stato nominato assistente del capo allenatore Stefan Jacobsson. I due hanno mantenuto questo incarico per tre campionati di Superettan.
Con la partenza dello stesso Jacobsson, avvenuta al termine dell'annata 2019, la dirigenza del Degerfors ha deciso di promuovere il duo composto da Solberg e Holmberg. Al loro primo anno da capo allenatori, i due hanno condotto il Degerfors al secondo posto nella Superettan 2020, riportando così la squadra in Allsvenskan a 23 anni dall'ultima apparizione. Il 4 febbraio 2021 è stato reso noto che Holmberg si sarebbe sottoposto, nei mesi a seguire, a una cura contro il cancro ai testicoli. Dopo un'operazione e la chemioterapia, è tornato alla guida della squadra già ad aprile, a partire dalla prima giornata del campionato 2021, insieme all'altro capo allenatore Tobias Solberg. La formazione biancorossa ha centrato la salvezza sia al termine dell'Allsvenskan 2021 che al termine dell'Allsvenskan 2022, edizioni concluse entrambe al tredicesimo posto. Nel corso dell'edizione 2023, il 28 agosto, all'indomani della sfida della ventunesima giornata con la squadra invischiata nella lotta retrocessione, la dirigenza ha comunicato che Holmberg e Solberg non sarebbero stati comunque confermati per l'anno seguente a prescindere dal piazzamento finale di quella stagione. Il Degerfors ha poi concluso quell'annata al penultimo posto ed è retrocesso in Superettan il 5 novembre 2023 nello stesso giorno in cui il fratello di Andreas, Fredrik, ha portato il GAIS in Allsvenskan.
Al termine di questa parentesi, a partire dalla stagione 2024 è diventato il nuovo capo allenatore dell'Örgryte, formazione del campionato di Superettan.

## Palmarès

### Giocatore

#### Competizioni nazionali
- Division 1: 1

Degerfors: 2009